# Valóság (folyóirat, 1945–1948)
A Valóság magyar nyelven, Budapesten kiadott irodalmi és kritikai folyóirat volt 1945–1948 között.

## Közreadók, szerkesztők, munkatársak
A Magyar Demokratikus Ifjúsági Szövetség (MADISZ) lapjaként indult, majd 1947 februárjától a Népi Kollégiumok Országos Szövetségének (NÉKOSZ) lapja lett. Kezdetben Szabó Zoltán és Márkus István, 1947 áprilisától a lap 1948-as megszűnéséig Lukácsy Sándor szerkesztette. A folyóirat utolsó másfél évének szellemiségét a NÉKOSZ plebejus demokratizmusa jellemezte. A folyóirat a „fordulat évével” szűnt meg. Későbbi nevezetes irodalom- és társadalomtudósok voltak a munkatársai, köztük Király István, Klaniczay Tibor, Köpeczi Béla, Pándi Pál, Szabolcsi Miklós, Szigeti József, Vitányi Iván.